# 明日へ 戦争は罪悪である
『明日へ 戦争は罪悪である』（あしたへ せんそうはざいあくである）は、2017年制作の日本映画。
戦時中、一貫して反戦を訴え続けた僧侶の姿を描く。主人公の僧侶は竹中彰元がモデルとなっている。

## ストーリー
2015年の秋、老人ホームで余生を過ごす98歳の元落語家・金山亭我楽こと尾藤純次は、安保法制に反対する国会前のデモのニュースをテレビで見て、自分の落語家への道を開いてくれた一人の僧侶のことを回想し始める。
日中戦争中の1932年（昭和7年）。当時、瀬戸内海に浮かぶ小島に暮らす13歳の純次少年は落語が好きで、将来は落語家になろうと考えていた。純次の父親は落語よりも学校の勉強に専念するよう諭してもらおうと、島の寺の住職・杉原良善のもとを訪れる。ところが良善は、純次に落語をやるよう逆に背中を押してくれた。
やがて東京に出て落語家になった純次。1939年（昭和14年）、20歳になった純次は出征することになり、出陣式のため6年ぶりに故郷の島に帰ってきた。
だが出陣式の席上、良善は突如、「戦争は罪悪で人類に対する敵、すぐにでもやめた方がええ。」「逃げて帰って来い。人殺しはするな。」と説教を始める。それまで戦争に協力するよう説教を語っていた良善の突然のこの変化に、純次は困惑し、反発する。
やがて良善は、島の住人を始め、周囲から激しい迫害を受けるようになる。

## キャスト
- 杉原良善：中原丈雄
- 杉原海山：石住昭彦
- 杉原初子：小酒井円葉（少女：奥山琴夏）
- 杉原海山の妻：平岡衣津子
- 尾藤純次：小倉レイ（少年：松田優佑）
- 尾藤大造：上杉陽一
- 尾藤静江：みひろあき
- 村の巡査：小倉一郎（特別出演）
- 植木徹誠：上條恒彦
- 植木等：江村修平
- 柳亭助六：勝部演之
- 葛西由希奈：松本ふみか
- 金山亭我楽＝尾藤純次：岡本富士太